# Pterophorus jaechi
Pterophorus jaechi is een vlinder uit de familie vedermotten (Pterophoridae). De wetenschappelijke naam van de soort is voor het eerst geldig gepubliceerd in 1993 door Arenberger.